# Abdallah Khalil
Sayed Abdallah Khalil ( en arabe : عبد الله خليل ) né en 1892 à Omdurman et mort le 23 août 1970, était un homme politique soudanais qui a été le deuxième Premier ministre du Soudan.

## Biographie
Khalil est né à Omdurman et était d'origine nubiens Kenzi. Dans un endroit appelé balana entre les territoires égyptien et soudanais.

### Carrière militaire
Khalil a servi dans l'armée égyptienne de 1910 à 1924 et dans les forces de défense du Soudan de 1925 à 1944. Il a été le premier soudanais à atteindre le grade de brigadier (Miralai).

### Carrière politique
En 1944, Khalil devint un membre influent du Conseil consultatif pour le Nord-Soudan, qui devint une organisation pro-mahdiste. En 1945, Khalil a aidé à fonder le parti Oumma et est devenu le premier secrétaire général du parti. En 1947, il devint membre du Front de l'Indépendance, servant de représentant des intérêts du Parti Umma, s'opposant aux intérêts dominants de Khatmiyya.
Khalil a maintenu une relation étroite avec les administrateurs coloniaux Robert George Howe et JW Robertson, servant souvent de défenseur de leurs opinions sur la politique soudanaise. La lutte constante de Khalil avec la Khatmiyya est souvent critiquée, il est allégué qu'il a contribué à rendre le nationalisme soudanais émergent source de division et sectaire. Khalil a par exemple été nommé ministre de l'Agriculture en 1947, en grande partie parce qu'il insistait sur le fait que cela était nécessaire pour contrebalancer le rôle important de la Khatmiyya et pour répondre à la presse soudanaise.
En 1948, Khalil est devenu le chef de l'Assemblée législative et du Conseil exécutif nouvellement formés, au service du représentant du parti Umma à la Commission constitutionnelle. Khalil a été élu au parlement lors des élections législatives de 1953.
À la suite des élections de 1958, Khalil forma un gouvernement de coalition composé de son parti Umma et du Parti démocratique populaire,. Khalil a été Premier ministre et ministre de la Défense dans le nouveau gouvernement. Il a allié le Soudan aux États-Unis, déclenchant une confrontation tendue avec l'Égypte sous Gamal Abdel Nasser. Le 17 novembre 1958, Khalil a mené un coup d'État militaire contre son propre gouvernement, plaçant le gouvernement sous le contrôle d'une junte militaire. ( Voir Histoire du Soudan (Soudan indépendant) )